# Muro del ghetto di Varsavia

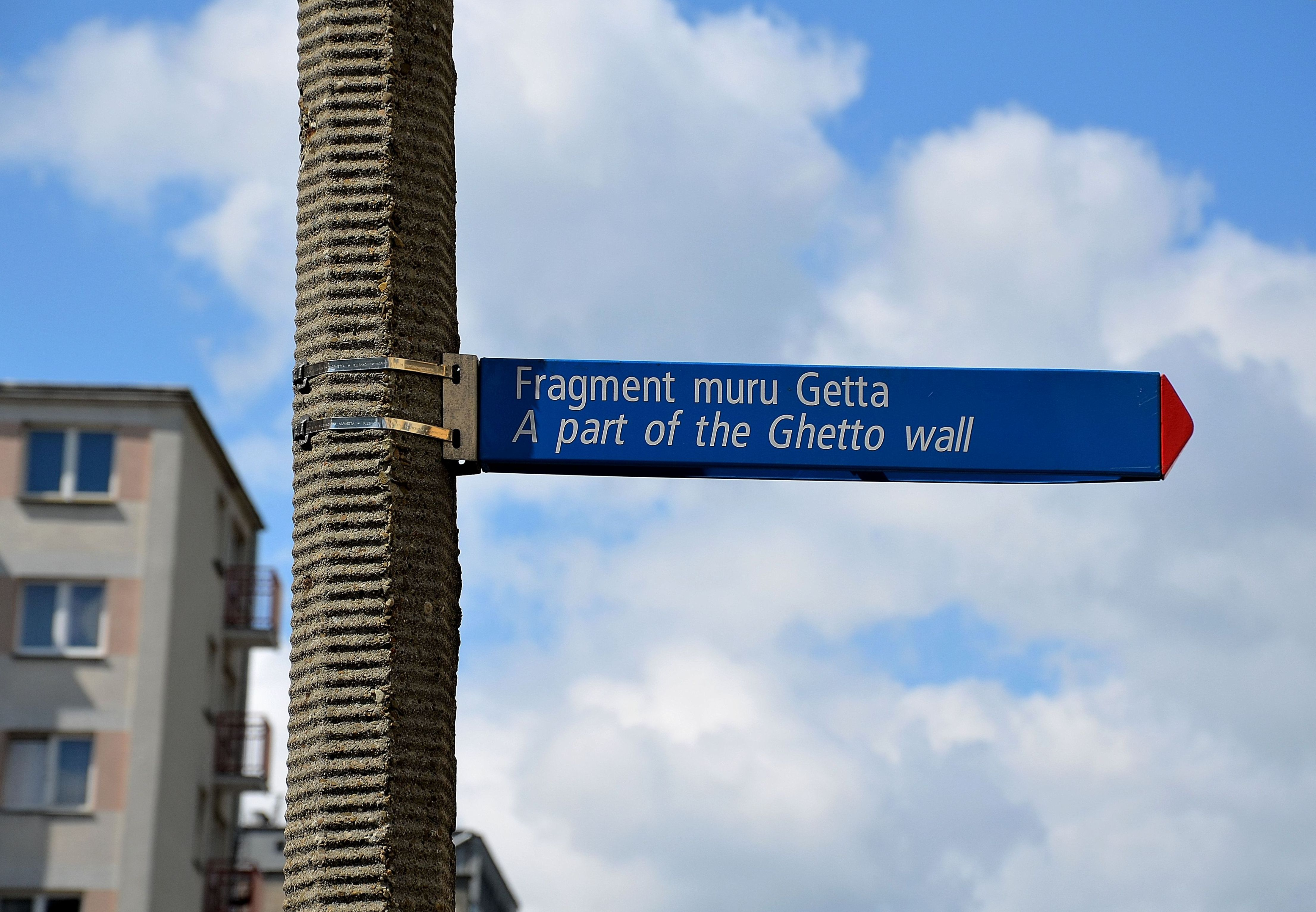
Indicatore di direzione in ul. Złota 62

Il muro del ghetto di Varsavia fu la barriera che dal 16 novembre 1940 segnò il confine tra il quartiere ebraico e la parte cosiddetta ariana della città. Il suo perimetro misurava circa 18 km. Dopo la fine della seconda guerra mondiale le mura indipendenti, sopravvissute alla rivolta del ghetto e della città, furono in gran parte demolite. Ne sopravvissero solo pochi frammenti, incastonati tra gli edifici di proprietà o consistenti in pareti di costruzioni prebelliche. I tre più noti di essi si trovano nel territorio del cosiddetto ex ghetto piccolo, in cortili di case popolari a via Sienna 55,  Złota 62 e Waliców 11.

## Siti
- Via Sienna 55. Il confine del ghetto era segnato qui da un muro di circa 3 m,già esistente prima del 1940 e situato tra le proprietà di via Sienna 53 e 55. Sul lato ovest, per iniziativa del veterano Mieczysław Jędruszczak, è stata installata una lapide commemorativa.[2] Nel muro mancano due mattoni trasferiti nel 1989 al Museo dell'Olocausto di Washington, dove esiste anche una riproduzione di questo frammento del muro.  Sul lato est (cosiddetto ariano, in seguito cortile del XII liceo Henryk Sienkiewicz) sta il monumento commemorativo dei confini del ghetto,[3] inaugurato nel gennaio 2010. Un accesso al sito di questo frammento di muro è praticabile da via Złota 62. Nel 2017 le autorità di quartiere hanno assunto iniziative per il restauro del muro e del suo contesto urbano: ad esempio, dal 2018 esso sarà accessibile dal lato del liceo Sienkiewicz, mentre sotto il muro dal lato di viale Giovanni Paolo II è prevista la creazione di un'area storico-didattica.[4]
- Via Złota 62. Del muro resta qui un frammento di circa sei metri della parete di un edificio prebellico. Vi si trovano tra l'altro una lapide commemorativa, scoperta il 26 maggio 1992 dal presidente israeliano Chaim Herzog durante una visita ufficiale in Polonia, e una pianta del ghetto. Singoli mattoni di questo frammento sono andati al Museo storico dell'Olocausto di Yad Vashem a Gerusalemme e a musei di Houston e Melbourne.
- Via Waliców 11. Si conserva qui il muro esterno dell'ex birrificio di Herman Jung, che dal novembre 1940 all'agosto 1942 segnò il confine del ghetto. Negli anni 1999-2000 fu incorporato negli uffici dell'immobiliare Aurum.[5]
- Cimitero ebraico. Dal novembre 1940 fino all'esclusione del cimitero dal ghetto nel 1941, il confine fu segnato dal muro del medesimo cimitero sul lato delle vie Młynarska, Smętna, Spokojna, Kolska e dal suo tratto settentrionale su via Okopowa.
- Il Palazzo di Giustizia in via Leszno (in polacco: Gmach Sądów Grodzkich na Lesznie) – il Palazzo della Divisione Municipale della Pretura, precedentemente in ul. Leszno 53/55, adesso denominato a Tribunale Distrettuale (al. Solidarności 127). Le sue pareti laterali (da nord, est e ovest), insieme alle pareti dei cortili interni del Palazzo di Giustizia (non incluso nel ghetto) marcarono i confini del quartiere ebreo dal novembre 1940 fino ad agosto 1942.
- Via Chłodna 41. Dal novembre 1940 al dicembre 1941, la parete laterale di questo caseggiato fu parte del confine occidentale del ghetto piccolo che correva sul retro della proprietà in ulica Wronia.
- Via Krochmalna 4/28. Dal novembre 1940 al dicembre 1941, la parete laterale di questo isolato divenne parte del confine settentrionale del ghetto piccolo.
- Via Ogrodowa 55. Dal novembre 1940 al dicembre 1941, la parete laterale di questo caseggiato fu parte del confine occidentale del ghetto piccolo che correva sul retro della proprietà in ulica Wronia.
- Via Okopowa 78. Frammento restante del muro, che circonda gli edifici della Fabbrica di indumenti Temler&Szwede (in polacco Fabryka Garbarska Temler i Szwede) dalla stazione di servizio vicino a ul. Stawki, di fronte all'uscita di ul. Smocza. I muri di questo stabilimento industriale furono da sempre parte del quartier chiuso del ghetto.
- Via Stawki 10. Sul retro della scuola Zespół Szkół Licealnych i Ekonomicznych nr 1 (in italiano: complesso di scuole secondarie ed economiche n. 1 a Varsavia) si è salvato un pezzo del muro che formava il confine del Umschlagplatz[6][7]. Nel 2014 il muro è stato smontato e ricostruito dopo il rinnovo dei mattoni[8].
- Via Świętojerska, angolo via Nowiniarska.[9] Il confine del ghetto era segnato da un divisorio, il cui frammento si trova all'ingresso del parcheggio sotterraneo sul retro dell'edificio della Corte Suprema (in polacco: Sąd Najwyższy).

## Galleria d'immagini

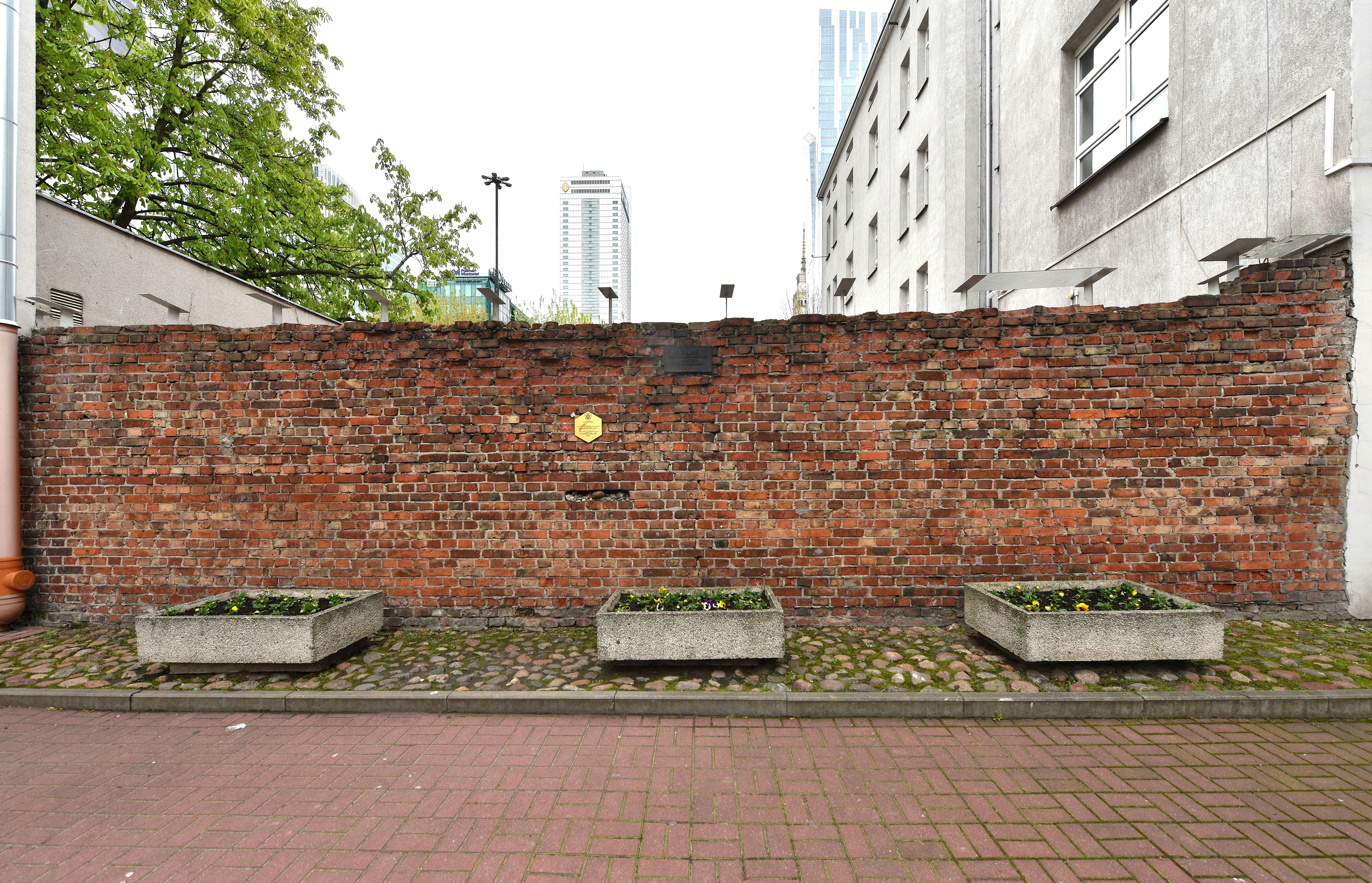
Ul. Sienna 55
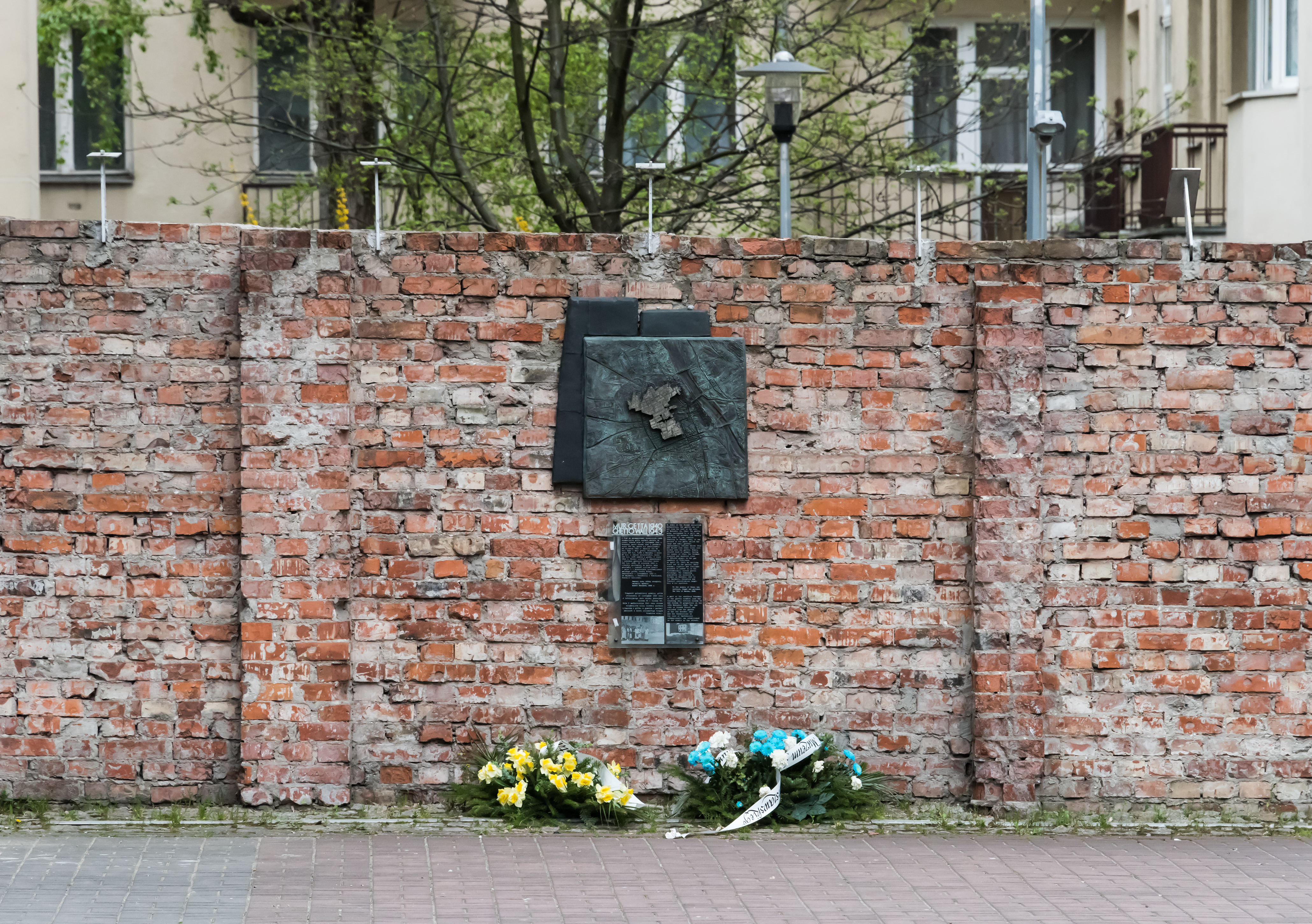
La commemorazione del muro di ul. Sienna 55 dal lato di ul. Sienna 53
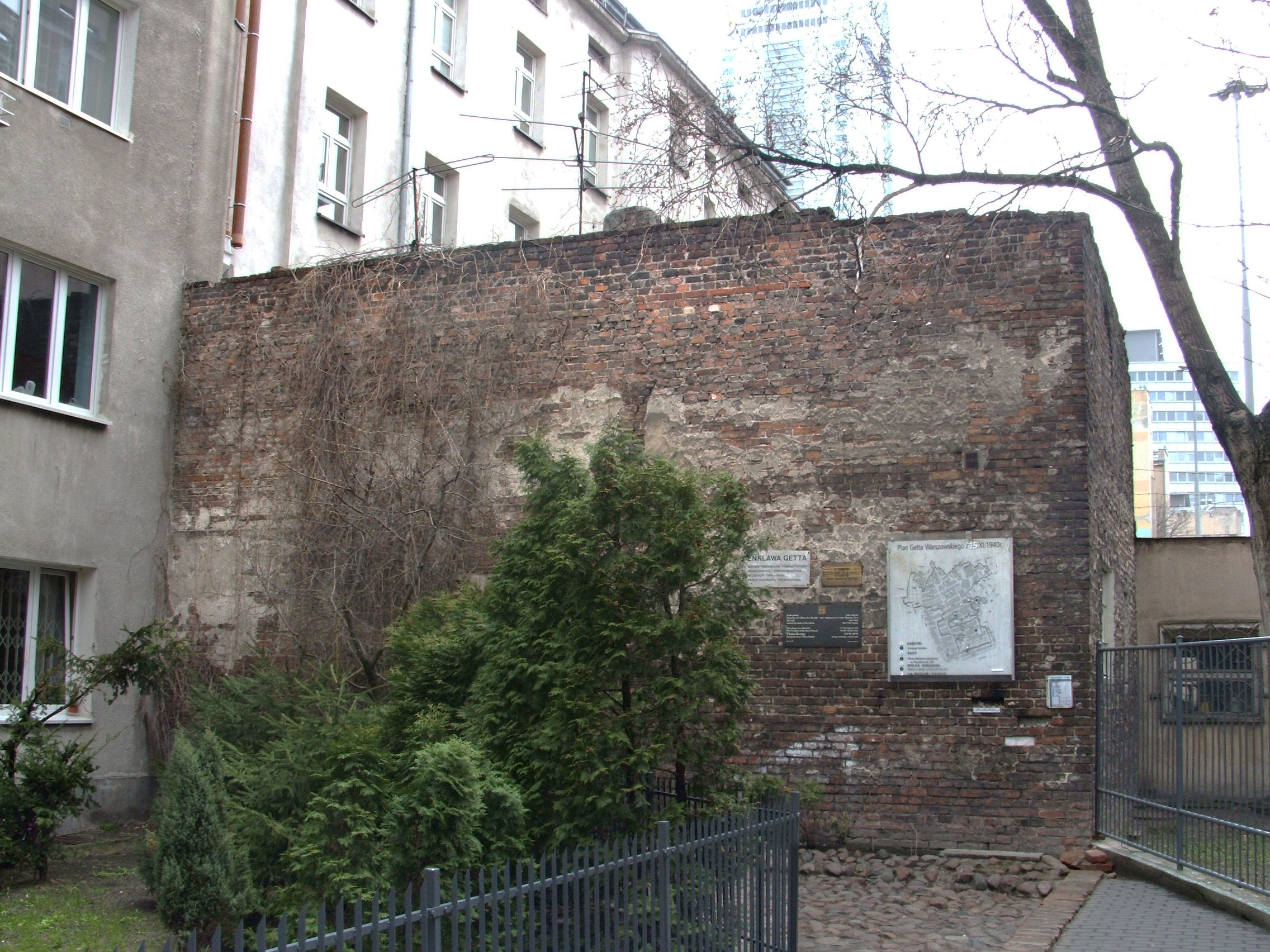
Ul. Złota 62
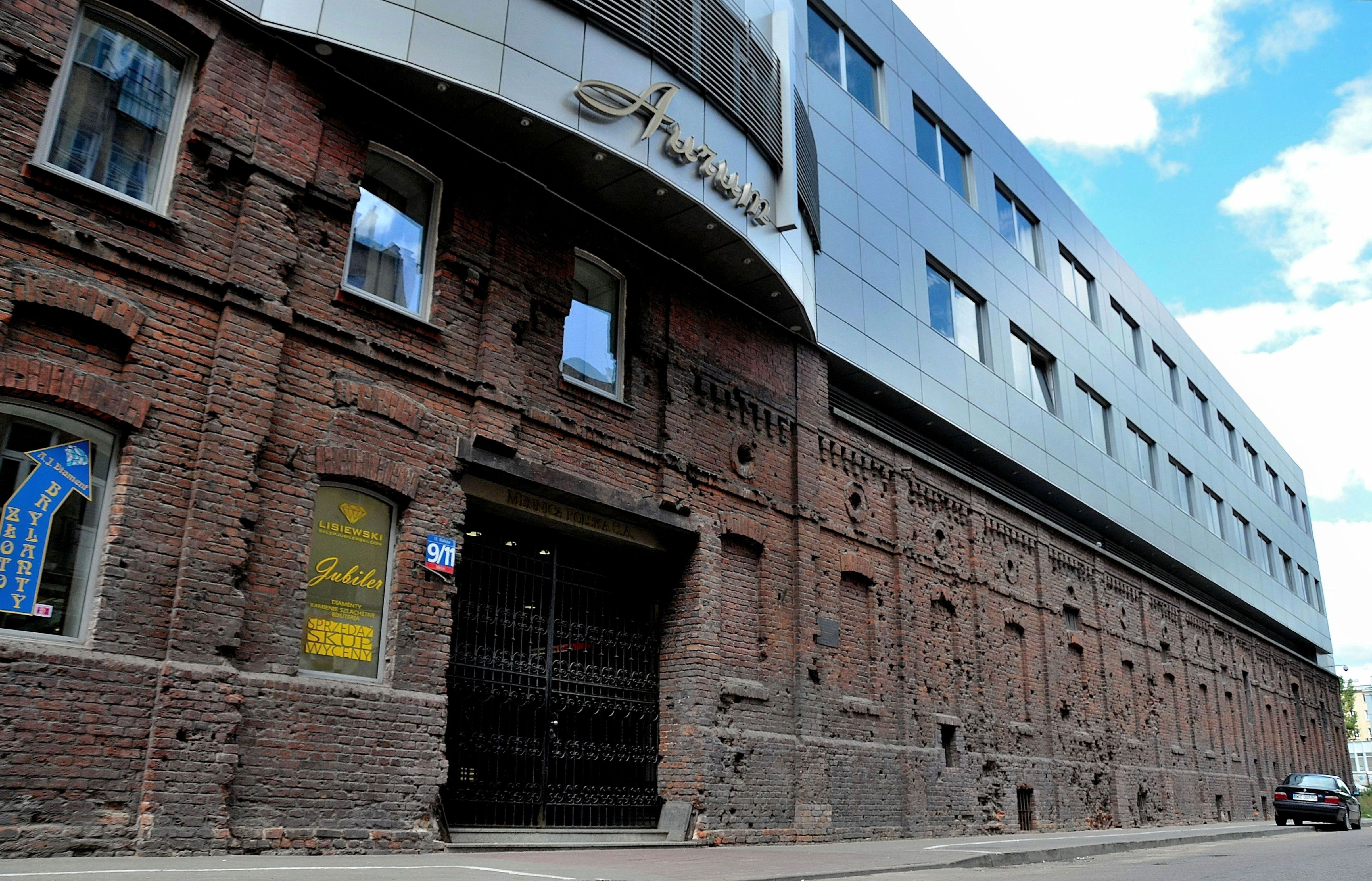
Ul. Waliców 11
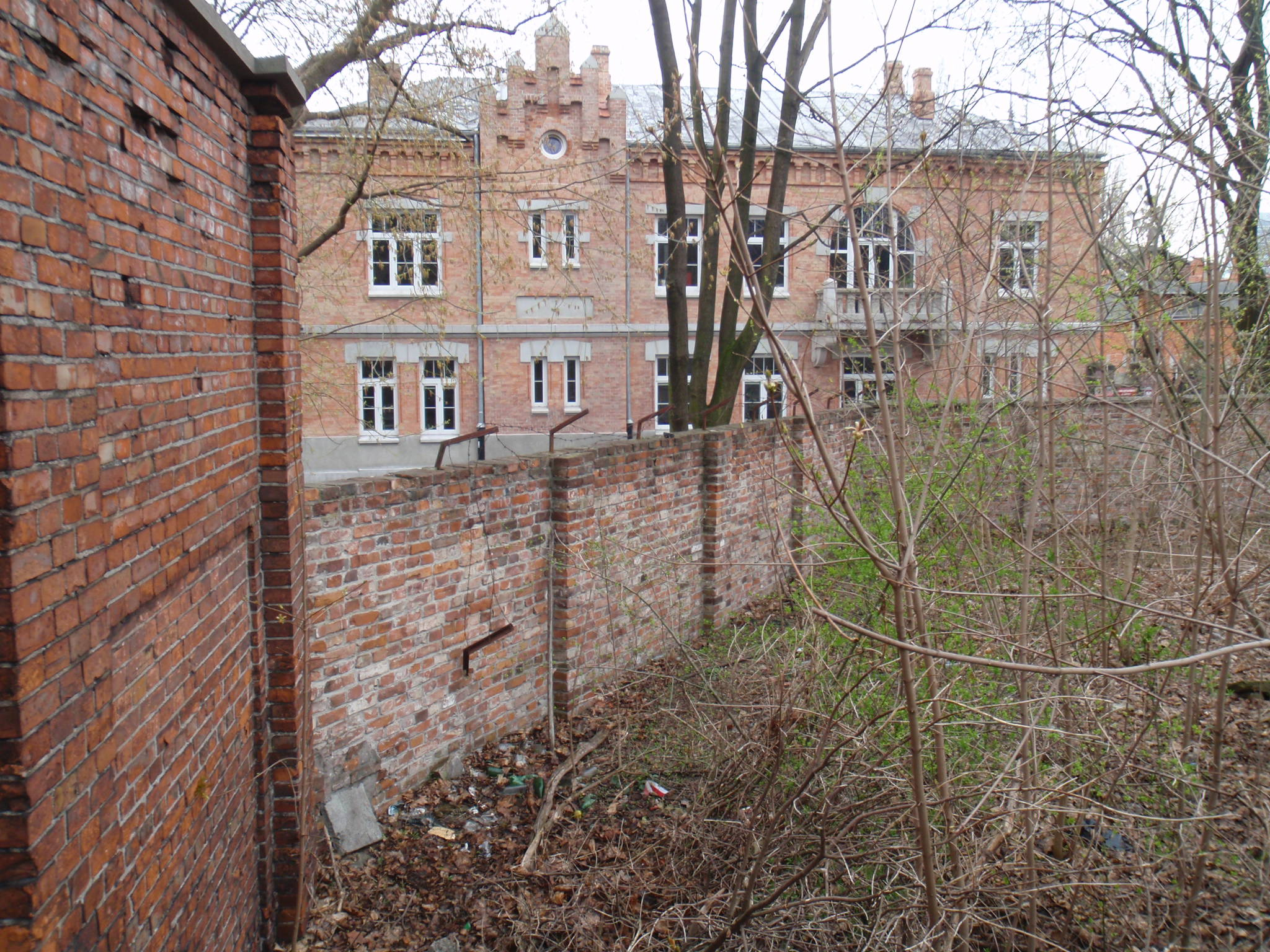
Il muro appartenente al cimitero ebraico in ul. Spokojna
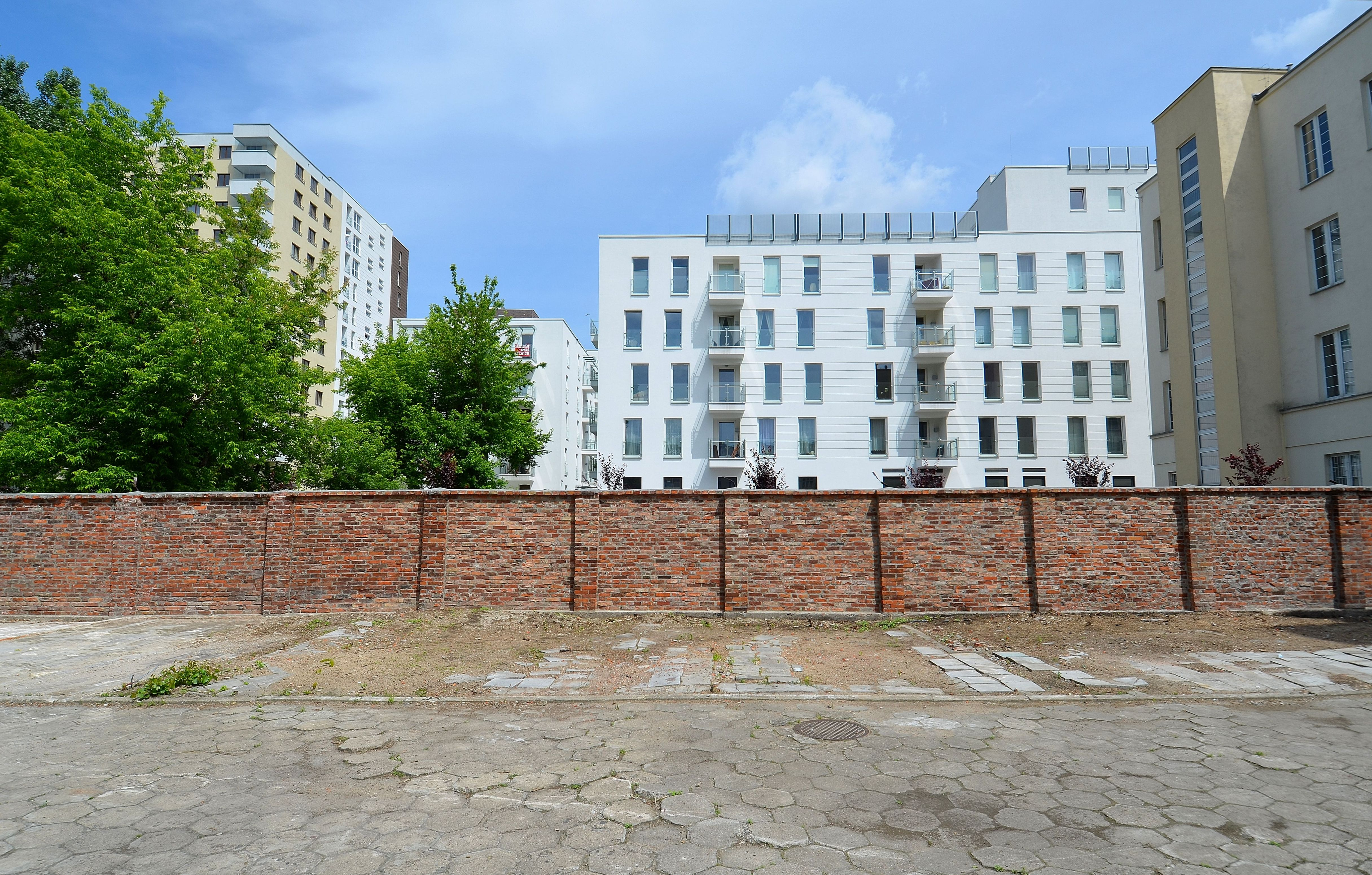
Sul retro della scuola Zespół Szkół Licealnych i Ekonomicznych nr 1 (complesso di scuole secondarie ed economiche n. 1 a Varsavia) in ul. Stawki 10